# Carlos Barra
Carlos Barra (* 6. November 1968 in Entabladero, Veracruz) ist ein ehemaliger mexikanischer Fußballspieler, der vorwiegend im Mittelfeld agierte und nach seiner aktiven Laufbahn eine Tätigkeit als Fußballtrainer begann.

## Laufbahn
Barra begann seine Profikarriere bei den Tiburones Rojos Veracruz, die zur Saison 1989/90 nach zehnjähriger Abstinenz in die Primera División zurückgekehrt waren. In dieser ersten Saison nach ihrer Rückkehr war die Fußballbegeisterung in der Hafenstadt Veracruz enorm und sämtliche 19 Heimspiele der Tiburones Rojos restlos ausverkauft. Mit Ausnahme der Saison 1994/95, die er in Diensten der Monarcas Morelia verbrachte, stand Barra bis zum Sommer 1996 bei den Tiburones Rojos unter Vertrag, absolvierte für sie 161 Erstligaeinsätze und erzielte fünf Tore.
1996 wechselte Barra zum Club Deportivo Social y Cultural Cruz Azul, mit dem er in den Jahren 1996 und 1997 zweimal den CONCACAF Champions’ Cup sowie je einmal den Meistertitel und den Pokalwettbewerb gewann.
Nach seiner aktiven Laufbahn arbeitete Barra im Trainerstab seines ehemaligen Vereins Tiburones Rojos und betreute die Mannschaft am 17. Februar 2007 als Interimstrainer im Heimspiel gegen den Club San Luis, das 2:1 gewonnen wurde.
Eine längerfristige Tätigkeit als Cheftrainer hatte Barra in den Jahren 2014 und 2015 beim CF Monterrey.

## Erfolge
- Mexikanischer Meister: Invierno 1997
- Mexikanischer Pokalsieger: 1997
- CONCACAF Champions’ Cup: 1996, 1997